# Mudang

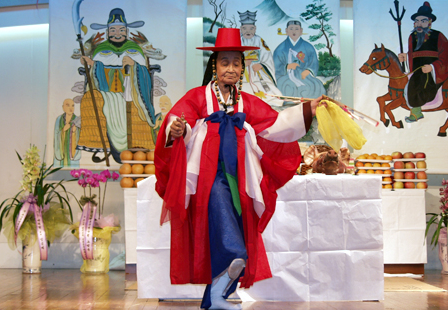
Mudang mentre svolge un rituale per placare gli spiriti dei defunti.

I mudang (무당?, 巫堂?) sono gli sciamani che officiano rituali ed eseguono divinazioni nella religione tradizionale coreana. Il loro ruolo è quello di intermediari tra gli spiriti/divinità e gli uomini.
Nell'antichità il termine era riservato esclusivamente alle donne sciamane, mentre gli sciamani uomini erano chiamati paksu o paksa, ma in seguito ha perso la sua connotazione femminile arrivando a rappresentare indiscriminatamente tutti gli sciamani coreani, pur essendo affiancato da una serie di varianti regionali come beopsa/bosal nella provincia del Chungcheong, hwaraengi/yangjung nella zona del Gyeongsang, dangolle nella provincia del Jeolla e simbang/somi sull'isola di Jeju. Nella parte nord del Paese e nella zona di Seul (che ha ricevuto l'influenza degli sciamani del nord durante la Guerra di Corea), una sciamana è detta mansin mentre uno sciamano è detto paksu. Quello dello sciamano è considerato un lavoro a tutti gli effetti ed alcuni dei loro rituali sono riconosciuti come patrimonio immateriale dall'UNESCO.